# Aston Villa FC
Az Aston Villa Football Club angol futballcsapat Birmingham Aston nevű városrészében alakult. A csapat jelenleg a Premier League-ben játszik, miután a 2018–2019-es szezonban megnyerte az osztályozó mérkőzést és feljutott az első osztályba. 1874-ben alapították, 1897-től jelenlegi stadionjában, a Villa Parkban játszik. 1888-ban alapító tagja volt a futball ligának, 1992-ben pedig a Premier League-nek. A 2015-16-os idény végén 105 élvonalbeli idény után estek ki a másodosztályba. 2006 és 2016 között Randy Lerner volt a klub elnöke.
A Villa az egyik legrégebbi és legsikeresebb csapat Angliában. Hétszer nyerték meg a bajnokságot, hétszer az FA Kupát és egyszer a BEK-et. Rajtuk kívül mindössze öt angol csapat volt képes Európa csúcsára kerülni. Történetük során kereken 20 nagy trófeát gyűjtöttek, bár ezek nagy része a második világháború előtt került a vitrinjükbe, a legutóbbi sikerüket pedig 1996-ban élhették át.
Legnagyobb riválisuk a Birmingham City, bár a West Bromwich Albion a hozzájuk földrajzilag legközelebb lévő profi csapat. A Villa-Birmingham rangadókat Second City Derby-ként emlegetik, az első ilyen meccs 1879-ben került megrendezésre. A klub játékosai hagyományosan bordó színű mezt viselnek égszínkék ujjal, fehér sorttal és égszínkék sportszárral. A címerük egy támadó oroszlánt ábrázol világoskék háttér előtt, felül a nevük rövidítése (AVFC), alul pedig a mottó, "Prepared" (Felkészültünk, Készen állunk) olvasható.

## Klubtörténet

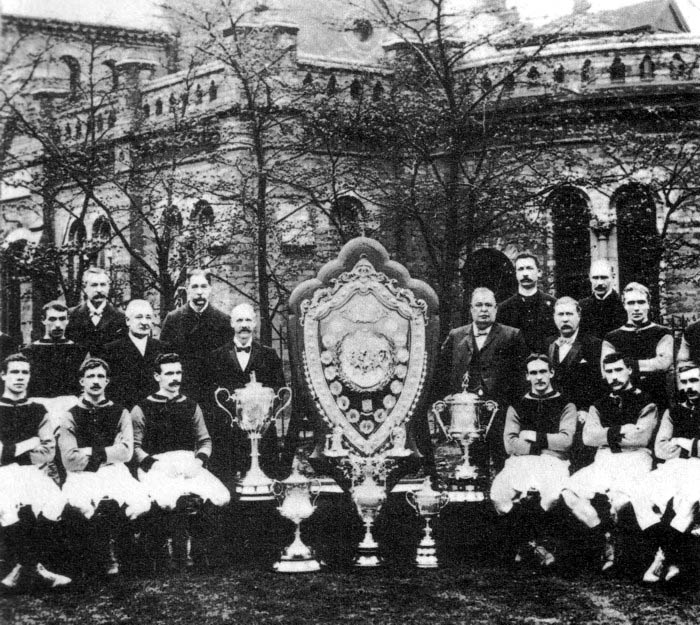
Az Aston Villa csapata a 19. század végén

Az Aston Villát 1874 márciusában alapították a Villa Cross Wesleyan Kápolna tagjai Astonban, mely ma Birmingham része. A négy fő alapító Jack Hughes, Frederick Matthews, Walter Price és William Scattergood volt. Első meccsüket a helyi Aston Brook St Mary's nevű rögbicsapat ellen játszották. Ez egy rendkívül érdekes találkozó volt, hiszen az egyik félidőben a futball, a másikban a rögbi szabályai szerint játszottak a csapatok. A Villa hamar Anglia Midlands régiójának egyik legerősebb klubja lett, első trófeájukat 1880-ban nyerték a Birmingham Senior Cup elhódításával. A kapitány ekkor George Ramsay volt.
A csapat első FA Kupáját 1887-ben nyerte Archie Hunter kapitánysága alatt, aki a futball egyik első közismert játékosa volt. 1888-ban a Villa is alapító tagja lett az Angol Labdarúgó Ligának, ami annak is köszönhető, hogy a klub egyik befolyásos tagja, William McGregor is közreműködött a liga létrehozásában. A viktoriánus korszak volt a csapat egyik legjobb időszaka, 1897-ben duplázniuk is sikerült, azaz a bajnokságot és az FA Kupát is megnyerték. Ebben az évben költöztek be a Villa Parkba is, mely máig az otthonuk.
A gárda 1920-ban már a 6. FA Kupáját nyerte, de ezt követően hanyatlás következett be a házuk táján. Anglia és a világ egyik legerősebbnek tartott klubja 1936-ban kiesett a másodosztályba. Ezt egy negatív rekord eredményezte, az előző szezonban ugyanis 110 gólt kaptak. Ebből hetet az Arsenal játékosa, Ted Drake szerzett, amikor a Villa otthon 7-1-es vereséget szenvedett az Ágyúsoktól. A második világháború alatt a csapat több játékosa is elesett vagy a kiesett idő alatt túl idős lett a folytatáshoz. Az újjászervezést egy korábbi játékos, Alex Massie kezdte meg. Az 1958/59-es szezon egy nem várt remek FA Kupa-menetelést hozott, melynek végén a gárda megverte a Manchester Unitedet, így 37 év után ismét trófeával gazdagodott. Két szezonnal később kiestek, de 1960-ban megnyerték a Second Divisiont és feljutottak, egy évvel ezután pedig hazavitték a Ligakupát.

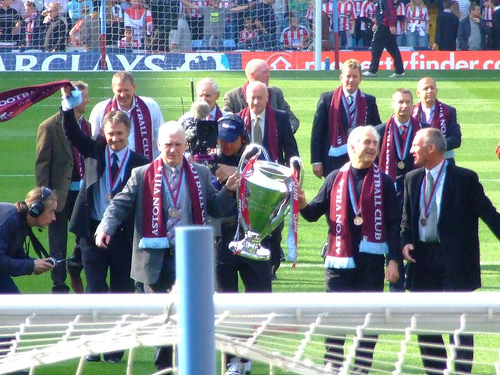
Az 1982-es BEK-győztesek ünneplik a hőstett 25. évfordulóját

Az 1960-as évek második fele főként menedzserváltásokkal telt és a szurkolói nyomás hatására új tulajdonos is érkezett. Az egész úgy kezdődött, hogy 1967-ben a Villa kiesett az élvonalból Dick Taylor irányítása alatt. A drukkerek a vezetőség leváltását követelte, miután a csapat 16. helyen végzett a másodosztályban. Az adósságok egyre halmozódtak és a gárda képtelen volt elmozdulni a tabella aljáról, így a vezetők leváltották Tommy Cummings menedzsert, majd néhány héten belül ők is távoztak. Hosszú találgatásokat követően végül egy londoni üzletember, Pat Matthews vásárolta fel a klubot és Doug Ellist nevezte ki elnöknek. Ennek ellenére a Villa kiesett a harmadosztályba, története során először. 1972-ben harmadosztályú bajnokként visszatértek a Second Divisonba. 1973-ban Ron Saunders lett a vezetőedző, aki 1977-ben visszavezette csapatát a First Divisonba és az európai porondra.
A birminghamiek visszatértek a legjobbak közé és az 1980/81-es évadban meg is nyerték a bajnokságot. A következő idényben Saunders meglepetésre lemondott, mivel összeveszett az elnökkel. Ekkora a csapat már a BEK elődöntőjében volt. Tony Barton lett az új menedzser, aki alatt a rotterdami fináléban 1-0 arányban megverte a Bayern Münchent a Villa, így története során először és máig utoljára felülhetett Európa csúcsára. Rajtuk kívül csak a Liverpool, a Manchester United, a Nottingham Forest és a Chelsea volt képes erre Angliában. Az 1980-as évek további részében egyre romlott a teljesítményük, 1987-ben pedig ki is estek. Ezt követően rögtön visszajutottak, majd második helyen futottak be.
A Villa 1992-ben alapító tagja lett a Premier League-nek és az új bajnokság első idényében ezüstérmesek lettek a Manchester United mögött. Az 1990-es években három különböző menedzserük volt és helyezéseik folyamatosan ingadoztak, bár két Ligakupát nyertek. 2000-ben az FA Kupa döntőjébe is bejutottak, de ott kikaptak a Chelsea-től. Ez volt az utolsó finálé, melyet a régi Wembley-ben játszottak. Doug Ellis úgy döntött, hogy eladja a csapatot egy amerikai üzletembernek, Randy Lernernek. A tulajdonosváltás után új éra kezdődött a klub történetében, legalábbis az új címer és az új mezszponzor szerződtetése ezt jelzi.
A menedzser, Martin O'Neill nagyszerű igazolásokkal erősítette alakulatát (pl. Brad Friedel, Richard Dunne, Ashley Young, James Milner stb.), így a Villa minden évben az európai kupaszereplést tűzheti ki célul, és a legerősebb csapatoktól is tud pont(ok)at elvenni.

## Klubszínek és címerek
Az Aston Villa játékosait ma már el sem lehet képzelni égszínkék ujjú bordó mez, fehér rövidnadrág és égszínkék sportszárak nélkül. Eleinte a csapat nagyon egyszerű szerelést használt, volt egyszínű fehér, szürke és sötétkék mezük is, melyhez fehér vagy fekete nadrágot viseltek. 1880 után a gárda meze fekete volt egy vörös oroszlánnal az elején, ezt William McGregor vezette be. Ezek hat évig maradtak használatban, aztán 1886. november 8-án a klub naplójába beírták, hogy ezentúl a mezszínek a csokoládé és az égszínkék lesznek, melyből két tucatot rendel a csapat. A csokoládé szín később bordó színűre módosult.
Senki nem tudja biztosan, hogy végül miért lettek ezek a végleges színek. A legvalószínűbbnek az a feltevés tűnik, hogy a skót benyomás hatására (George Ramsay és William McGregor is skótok voltak) alakultak így a dolgok és a dizájn a Hearts és a Rangers mezeinek ötvözéséből jött létre. Az Aston Villa példájára váltott bordó színre a Burnley és a West Ham United is.
A Villa legújabb címere 2007. május 2-án került bemutatásra és a 2007/08-as idénytől kezdte használni a csapat. Ez tartalmaz egy csillagot, utalván az 1982-es BEK-győzelemre. A háttér világoskék, melyen egy támadó oroszlán látható, felül az AVFC rövidítés, alul pedig a "Prepared" mottó olvasható. Randy Lerner a szurkolókat is megkérte, hogy segítsenek az új logó tervezésében.

## Stadion

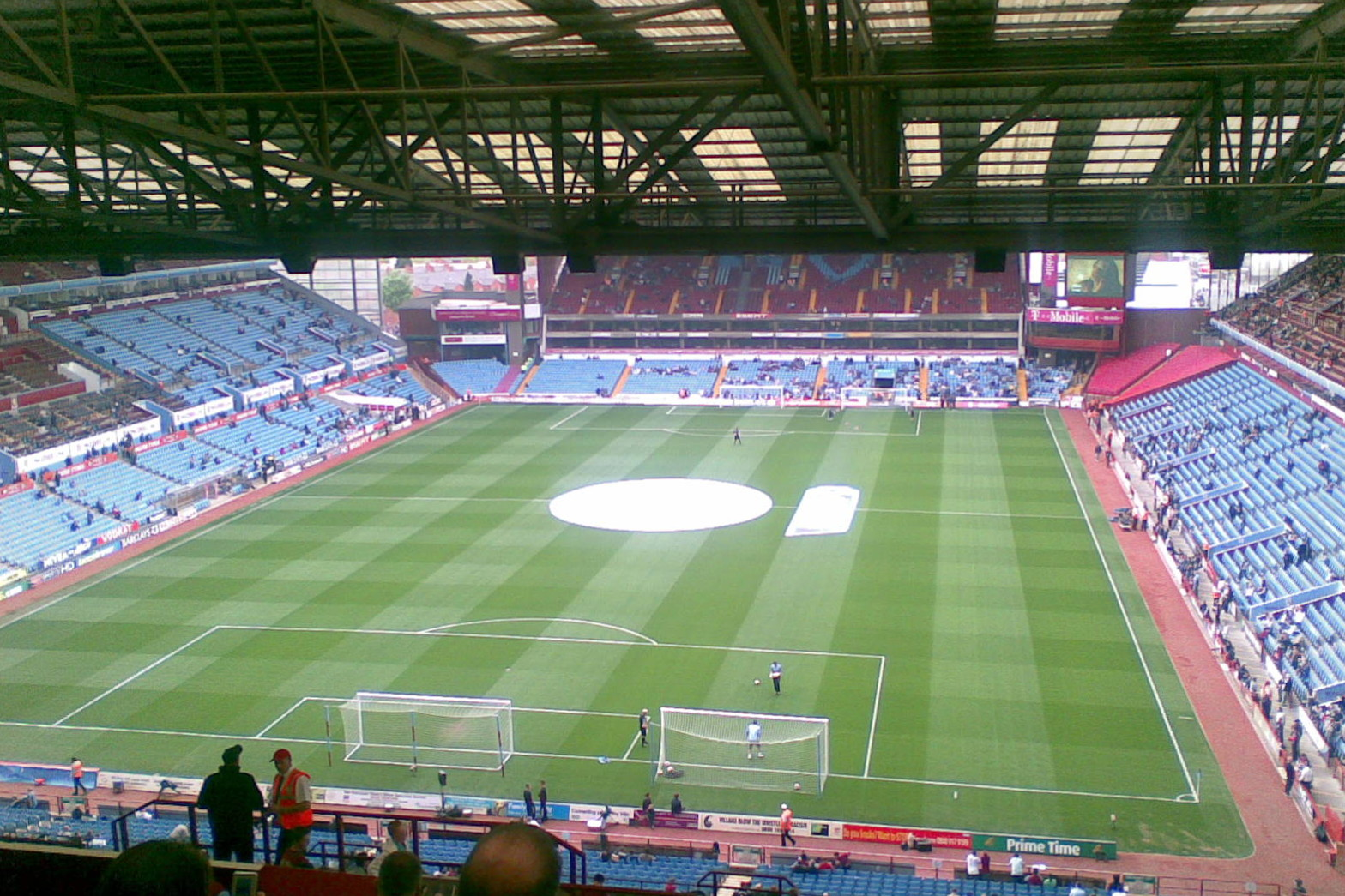
A Villa Park a Holte End lelátóról nézve

Az Aston Villa jelenlegi stadionja a Villa Park, mely négy csillagos besorolást kapott az UEFA-tól. Korábban az Aston Parkban (1874-1876) és a Perry Barrban (1876-1897) játszott a csapat. A Villa Park jelenleg Midlands legnagyobb és Anglia nyolcadik legnagyobb stadionja. 16 alkalommal az angol válogatott is fellépett itt, először 1899-ben, legutóbb pedig 2005-ben. Ez volt az első olyan létesítmény, melyben három különböző évszázadban is rendeztek válogatott meccset. A Villa Park az FA Kupa-elődöntők leggyakoribb helyszíne, eddig 55 ilyen jellegű találkozót rendeztek itt. A klubvezetés szeretné kibővíteni az északi lelátót, a tervek szerint az eddig üres sarkokat is feltöltik ülőhelyekkel, így körülbelül 51 000-es befogadóképességet érnek majd el.
A klub jelenlegi edzőpályája Bodymoor Heath-ben található, Warwickshire északi részén. A földterületet még Doug Ellis vásárolta az 1970-es évek elején egy helyi földművestől. Egészen az 1990-es évekig modern létesítménynek számított, de ezután idejétmúlttá vált. 2005-ben Ellis bejelentette, hogy egy 13 millió fontos, két fázisban végrehajtandó átalakítás veszi kezdetét. A munkálatok azonban félbe szakadtak az elnök pénzügyi gondjai miatt és csak Randy Lerner alatt kezdődtek újra. Lerner azt tűzte ki célul, hogy a világ egyik legkorszerűbb edzőkomplexumát hozza létre. 2007. május 6-án a menedzser, Martin O'Neill, a jelenlegi csapatkapitány, Gareth Barry és az egyik 1982-es BEK-győztes, Dennis Mortimer nyitotta meg.

## Szurkolók
A Villa korábbi pénzügyi igazgatója, Richard FitzGerald hívta fel arra a figyelmet, hogy a csapat szurkolóinak 98%-a fehér. Az új vezetőség azt a célt tűzte ki maga elé, hogy szimpatikussá teszi a gárdát az egyéb etnikai csoportok körében is. Különböző csoportokat is létrehoztak, melyek arra törekednek, hogy felkeltsék az emberek érdeklődését a Villa iránt a környéken, ilyen például a Villa Pride. A "Villa a közösségben" elnevezésű program pedig a fiatalokat próbálja szurkolásra bírni. Az utóbbi években a drukkereknek egyre nagyobb beleszólásuk van a klub ügyeibe, az új címer tervezésénél is segítségül hívták őket.
Más angol csapatokhoz hasonlóan az Aston Villa körül is alakultak huligáncsoportok, például a Villa Youth, a Steamers, a Villa Hardcore vagy a C-Crew. Utóbbi az 1970-es és 1980-as években volt nagyon aktív. Mint mindenhol az országban, Birminghamben is felszámolták ezeket a csoportosulásokat. 2004-ben néhány Villa-fanatikus a Villa Park előtt összeverekedett a QPR híveivel, az incidensben egy rendőr életét vesztette. A Villának is vannak szurkolói klubjai, legnagyobb természetesen a Hivatalos Aston Villa Szurkolói Klub, melynek vannak kisebb-nagyobb különálló részei is. Korábban voltak független klubok is, de ezek Doug Ellis távozása után sorra felbomlottak. A csapatnak vannak saját szurkolói lapjai is, például a Heroes and Villains vagy a Holtenders in the sky.
A klub legnagyobb riválisa a Birmingham City, a két csapat összecsapásait Second City Derby-ként emlegetik. Manapság a West Brom, a Wolverhampton Wanderers és a Coventry City elleni találkozók már nem olyan parázs hangulatúak, mint korábban, de persze még mindig rangadónak számítanak. Korábban a West Bromwich volt a legnagyobb rivális, ami nem is csoda, hiszen földrajzilag ez a csapat van legközelebb a Villához, ráadásul a 19. század végén három FA-kupa-döntőt is játszottak egymás ellen.

## Sikerlista
- 7-szeres angol bajnok: 1894, 1896, 1897, 1899, 1900, 1910, 1981
- 7-szeres FA kupa győztes: 1887, 1895, 1897, 1905, 1913, 1920, 1957
- 5-szörös ligakupa győztes: 1961, 1975, 1977, 1994, 1996
- 1-szeres BEK/Bajnokok ligája győztes: 1982
- 1-szeres UEFA-szuperkupa győztes: 1983
- 2-szeres Intertotó-kupa győztes: 2001, 2008

## Játékoskeret
Utolsó módosítás: 2024. augusztus 29.
A vastaggal jelzett játékosok felnőtt válogatottsággal rendelkeznek.
A dőlttel jelzett játékosok kölcsönben szerepelnek a klubnál.
| Mezszám                | Név               | Nemzetiség       | Születési hely     | Születési idő (kor)           | Korábbi csapat             | Érték (€)  | Szerződés lejárta |
| Kapusok                | Kapusok           | Kapusok          | Kapusok            | Kapusok                       | Kapusok                    | Kapusok    | Kapusok           |
| ---------------------- | ----------------- | ---------------- | ------------------ | ----------------------------- | -------------------------- | ---------- | ----------------- |
| 1                      | Emiliano Martínez | ARG              | Mar del Plata      | 1992. szeptember 2. (32 éves) | Arsenal FC                 | 28 000 000 | 2029.06.30.       |
| 18                     | Joe Gauci         | AUS · NZL        | Adelaide           | 2000. július 4. (24 éves)     | Adelaide United FC         | 1 500 000  | 2028.06.30.       |
| 25                     | Robin Olsen       | SWE · DEN        | Malmö              | 1990. január 8. (35 éves)     | AS Roma                    | 1 500 000  | 2025.06.30        |
| Védők                  |                   |                  |                    |                               |                            |            |                   |
| 2                      | Matty Cash        | POL · ENG        | Slough             | 1997. augusztus 7. (27 éves)  | Nottingham Forest FC       | 28 000 000 | 2027.06.30.       |
| 3                      | Diego Carlos      | BRA · SPA        | Barra Bonita       | 1993. március 15. (32 éves)   | Sevilla FC                 | 12 000 000 | 2026.06.30.       |
| 4                      | Ezri Konsa        | ENG · COD        | London             | 1997. október 23. (27 éves)   | Brentford FC               | 35 000 000 | 2028.06.30.       |
| 5                      | Tyrone Mings      | ENG · BAR        | Bath               | 1993. március 13. (32 éves)   | AFC Bournemouth            | 10 000 000 | 2026.06.30.       |
| 12                     | Lucas Digne       | Franciaország    | Meaux              | 1993. július 20. (31 éves)    | Everton FC                 | 12 000 000 | 2026.06.30        |
| 14                     | Pau Torres        | SPA              | Villarreal         | 1997. január 16. (28 éves)    | Villarreal CF              | 45 000 000 | 2028.06.30.       |
| 20                     | Kosta Nedeljković | SRB              | Szendrő            | 2005. december 16. (19 éves)  | FK Grafičar Belgrád        | 8 000 000  | 2029.06.30.       |
| 22                     | Ian Maatsen       | NED · Suriname   | Vlaardingen        | 2002. március 10. (23 éves)   | Borussia Dortmund          | 49 000 000 | 2030.06.30.       |
| 30                     | Kortney Hause     | ENG · BER        | Redbridge          | 1995. július 16. (29 éves)    | Wolverhampton Wanderers FC | 2 000 000  | 2025.06.30        |
| Középpályások          |                   |                  |                    |                               |                            |            |                   |
| 6                      | Ross Barkley      | ENG              | Liverpool          | 1993. december 5. (31 éves)   | Luton Town FC              | 8 000 000  | Nem publikus      |
| 7                      | John McGinn       | SCO              | Glasgow            | 1994. október 18. (30 éves)   | Hibernian FC               | 30 000 000 | 2027.06.30.       |
| 8                      | Youri Tielemans   | belga · COD      | Sint-Pieters-Leeuw | 1997. május 7. (27 éves)      | Leicester City FC          | 30 000 000 | 2027.06.30.       |
| 24                     | Amadou Onana      | belga · SEN      | Dakar              | 2001. augusztus 16. (23 éves) | Everton FC                 | 20 000 000 | 2029.06.30.       |
| 26                     | Lamare Bogarde    | NED · Suriname   | Rotterdam          | 2004. január 5. (21 éves)     | Bristol Rovers FC          | 450 000    | Nem publikus      |
| 41                     | Jacob Ramsey      | ENG              | Birmingham         | 2001. május 28. (23 éves)     | Utánpótlásból került fel   | 42 000 000 | 2027.06.30.       |
| 44                     | Boubacar Kamara   | FRA · Szenegál   | Marseille          | 1999. november 23. (25 éves)  | Olympique de Marseille     | 38 000 000 | 2027.06.30.       |
| Csatárok               |                   |                  |                    |                               |                            |            |                   |
| 9                      | Jhon Durán        | Kolumbia         | Medellín           | 2003. december 13. (21 éves)  | Chicago Fire FC            | 35 000 000 | 2030.06.30        |
| 10                     | Emiliano Buendía  | ARG · SPA        | Mar del Plata      | 1996. december 25. (28 éves)  | Norwich City FC            | 20 000 000 | 2026.06.30.       |
| 11                     | Ollie Watkins     | ENG              | Torquay            | 1995. december 30. (29 éves)  | Brentford FC               | 65 000 000 | 2028.06.30.       |
| 19                     | Jaden Philogene   | angol · Dominika | Medellín           | 2003. december 13. (21 éves)  | Hull City FC               | 15 000 000 | 2029.06.30        |
| 27                     | Morgan Rogers     | angol            | Halesowen          | 2002. július 26. (22 éves)    | Middlesbrough FC           | 22 000 000 | 2029.06.30        |
| 31                     | Leon Bailey       | JAM              | Kingston           | 1997. augusztus 9. (27 éves)  | Bayer 04 Leverkusen        | 35 000 000 | 2027.06.30.       |
| Kölcsönadott játékosok |                   |                  |                    |                               |                            |            |                   |
| Név                    | Poszt             | Nemzetiség       | Születési hely     | Születési idő (kor)           | Kölcsönben itt             | Érték (€)  | Kölcsön lejárta   |
| Filip Marschall        | Kapus             | POL · ENG        | Cambridge          | 2003. április 24. (21 éves)   | Crewe Alexandria FC        | 800 000    | 2025.06.30.       |
| James Wright           | Kapus             | angol            | Anglia, ?          | 2004. december 2. (20 éves)   | Real Unión                 | 200 000    | 2025.06.30.       |
| Josh Feeney            | Védő              | ENG · SCO        | Blackpool          | 2002. október 23. (22 éves)   | Shrewsbury Town FC         | 500 000    | 2025.06.30.       |
| Kaine Kesler-Hayden    | Védő              | ENG              | Birmingham         | 2002. október 23. (22 éves)   | Preston North End FC       | 2 200 000  | 2025.05.31.       |
| Álex Moreno            | Védő              | ESP              | Sant Sadurní       | 1993. június 8. (31 éves)     | Nottingham Forest FC       | 13 000 000 | 2025.06.30.       |
| Yeimar Mosquera        | Védő              | kolumbia         | Istmina            | 2005. február 6. (20 éves)    | Real Unión                 | 200 000    | 2025.06.30        |
| Lino Sousa             | Védő              | ENG · portugál   | Lisszabon          | 2005. január 19. (20 éves)    | Bristol Rovers FC          | 2 000 000  | 2025.05.31.       |
| Enzo Barrenechea       | Középpályás       | ARG              | Villa María        | 2001. május 22. (23 éves)     | Valencia CF                | 7 500 000  | 2025.06.30.       |
| Philippe Coutinho      | Középpályás       | BRA · POR        | Rio de Janeiro     | 1992. június 12. (32 éves)    | CR Vasco da Gama           | 9 000 000  | 2025.06.30.       |
| Leander Dendoncker     | Középpályás       | belga            | Passendale         | 1995. április 15. (29 éves)   | RSC Anderlecht             | 9 000 000  | 2025.06.30.       |
| Samuel Iling-Junior    | Középpályás       | ENG · COD        | London             | 2003. október 4. (21 éves)    | Bologna FC 1909            | 13 000 000 | 2025.06.30.       |
| Louie Barry            | Támadó            | ENG              | Sutton Coldfield   | 2003. június 21. (21 éves)    | Stockport County FC        | 800 000    | 2025.06.30.       |
| Lewis Dobbin           | Támadó            | ENG              | Stoke-on-Trent     | 2003. január 3. (22 éves)     | West Bromwich Albion FC    | 2 500 000  | 2025.06.30.       |